# Шахта «Золоте»
ДВАТ "Шахта «Золоте». Входить до ДХК «Первомайськвугілля». Розташована у місті Золоте Первомайської міськради Луганської області.
Історична шахта — стала до ладу в 1905 р. Відбудована у 1943 р. Проектна потужність 650 тис.т вугілля на рік. Виробнича (2000) — 530 тис. т. Фактичний середньодобовий видобуток (І кв., 2000) — 428 т при плановому 910 т. У 2003 р. видобуто 93 тис. т вугілля.
Шахтне поле розкрите 3-а вертикальними стволами, 2 — до горизонту 600 м, 1 — до горизонту 865 м та похилим стволом. Експлуатаційні роботи ведуться на горизонтах 765 та 865 м (2000 р). Відпрацьовуються пласти kв
8, l2, l3, l6, m3 потужністю 0,9-1,2 м з кутами падіння 14-45о.
У 2000 р. працювало 4 очисних та 5 підготовчих вибоїв. Очисні роботи ведуться комбайнами 1К101 і «Темп».
Внаслідок потужних обстрілів під час великої московитської навали в квітні 2022 року було пошкоджено енергопостачання до шахти, почалось її підтоплення. За словами міністра енергетики Германа Галущенка відновити її роботу неможливо як і роботу шахти «Тошківська».
Адреса: 93294, вул. Ушакова, 19, м. Золоте, Луганської обл.